# Seusov zaklad
Seusov zaklad (madžarsko Seuso-kincsek, hrvaško Seusovo blago), je zaklad srebrnih predmetov (14 predmetov) iz obdobja poznega Rimskega cesarstva. Prvi deli so se pojavili na trgu v Londonu leta 1980, zaklad pa je pridobil konzorcij, ki ga je vodil Spencer Compton, 7. markiz Northamptonski. Predložena je bila dokumentacija, v kateri je bilo navedeno, da je bil najden v regijah Tire in Sidon v Libanonu. Pri Sotheby's so ga leta 1990 prodali v New Yorku, a so ga ustavili, ko je bilo ugotovljeno, da je bila dokumentacija lažna, vlade Madžarske, Jugoslavije (zdaj Hrvaške) in Libanona pa so vložile zahtevke za lastništvo. Trditve lastništva teh držav je ameriško sodišče zavrnilo, zaklad pa je ostal v lasti markiza Northampton. Scotland Yard ima glede tega še vedno odprt primer.
Izvor in poreklo zaklada sta verjetno znana, vendar nista javno priznana. Obstaja veliko znanstvenih dokazov, ki kažejo, da je bil zaklad prvič pridobljen v 1970-ih po umoru madžarskega vojaka, ki je zaklad odkril med nedovoljenim kopanjem na uveljavljenem arheološkem najdišču na Madžarskem. Madžarski premier Viktor Orbán je 26. marca 2014 sporočil, da je Madžarska kupila polovico zaklada Seuso (sedem predmetov). Premier ga je označil za »madžarsko srebrnino«. Junija 2017 se je tudi preostalih sedem umetnin vrnilo na Madžarsko za 28 milijonov EUR.

## Vsebina
Zaklad je sestavljen iz 14 velikih okrašenih srebrnih posod in bakrenega kotla, ki jih je vseboval in je datiran v konec 4. ali v začetku 5. stoletja našega štetja. Najbolj odmeven je velik krožnik, premera 70 cm in težak skoraj 9 kg, na katerem je napis:
Hec Sevso tibi durent per saecula multa
Posteris ut prosint vascula digna tuisMay te, O Seuso, 
( v prevodu: Naj te majne posode, o Seuso, na mnoga stoletja dostojno služijo tvojemu potomstvu.)

## Odkritje
Zaklad je prvič prišel v javnost leta 1980, ko je bil en kos, ki je bil v lasti dveh trgovcev z antičnimi starinami iz Dunaja, na prodaj v Londonu. Ko so prišli nadaljnji kosi na trg, in za kar verjamejo da naj bi bil popoln zaklad, jih je pridobil konzorcij, ki ga je vodil Spencer Compton, 7. markiz Northamptonski.  V dokumentaciji, ki jo je poslalo libanonsko veleposlaništvo v Švici, je bilo zapisano, da je bil zaklad prvotno najden v regijah Tire in Sidon v Libanonu, na podlagi tega se je konzorcij pogajal o prodaji zbirke muzeju Getty v Los Angelesu za 10 milijonov dolarjev. Ko je ta posel padel, so zaklad leta 1990 v New Yorku prodali Sotheby's, ki so ga opisali kot »nekoč provinca Fenicija v vzhodnem rimskem cesarstvu«.

### Pravno prepiranje
Prodaja je bila ustavljena, ko se je ugotovilo, da je bila dokumentacija lažna, vlade Madžarske, Jugoslavije in Libanona pa so vložile zahtevke za lastništvo. Madžarske oblasti trdijo, da je zaklad odkril mladi vojak József Sümegh okoli 1975–76 v bližini mesta Polgárdi v osrednji Madžarski. Sümeghovo truplo so našli v bližnji kleti leta 1980. Takratna uradna preiskava je ugotovila, da je storil samomor, vendar je kasneje policija ugotovila, da je bil umorjen. Kazenska preiskava od leta 2012 še vedno traja.
Primer Jugoslavije je temeljil na trditvah, da je bil zaklad prvotno najden 30. junija 1960 v vasi Barbariga v Istri (današnja Hrvaška). Vas je približno 20 kilometrov severno od mesta Pula, ki je bilo pomembno mesto v rimskih časih. Po besedah lokalnih prič je bil zaklad odkrit v starih rovih v bližnji enoti Jugoslovanske ljudske armade (JNA). V 1980-ih je JNA lokalnim arheologom pod vodstvom Vesne Girardi-Jurkić dovolila nadaljnje izkopavanje najdišča. Glede na nepotrjena poročila očividcev o izkopaninah vojske je bilo 14 znanih artefaktov le majhen del veliko večjega zaklada, saj so vojaki in policija na to mesto potrebovali šest dni, da so našteli vse predmete, najdene na najdišču. Vendar je bilo v javnost objavljenih zelo malo podrobnosti o projektu, ker je bilo domnevno najdišče v celoti na območju, zaprtem za civiliste. Prizadevanja jugoslovanskih arheologov na koncu niso dala nobenega prepričljivega dokaza o izvoru zaklada, čeprav je bilo dokazano, da ostanki tal, najdenih na artefaktih, ustrezajo vzorcem zemlje z območja. Po razpadu Jugoslavije je nova država Hrvaška pritiskala na to zadevo in rezultate analize tal vključila v svoj uradni zahtevek za lastništvo na newyorško sodišče.
Novembra 1993 je pritožbeno sodišče v New Yorku zahtevke zavrnilo in ni našlo nobenega primera, da bi ga odstranilo iz posesti markiza Northamptonskega. Srebro je bilo zaklenjeno v trezorju banke, medtem ko so sledili nadaljnji sodni postopki. Markiz je tožil svoje odvetnike Allen & Overy za odškodnino v zvezi z nasveti, pridobljenimi pri nakupu srebra in ta primer je bil leta 1999 rešen zunaj sodišča zaradi prijavljenih 15 milijonov funtov. 25. junija 1999 je britanska vlada v pisnih odgovorih na vprašanja v lordski zbornici potrdila, da za zadevo nima več interesa in potrdila odločitev, da ne bo preganjala.
Madžarsko zahtevo najverjetneje upravičuje dejstvo, da je na eni od glavnih plošč, Lovska plošča, viden napis. Bere Pelso, rimsko ime za Blatno jezero na Madžarskem; jezero je le zahodno od domnevnega kraja odkritja. V bližini jezera je bil leta 1873 odkrit rimski tripod (kasneje obnovljen, na katerem je bilo ugotovljeno, da gre za štirinožnik); po mnenju znanstvenikov je ta predmet imel podobno dekoracijo kot predmeti Seusovega zaklada in je zelo verjetno delo istih rok. Nahaja se v Madžarskem narodnem muzeju v Budimpešti.

### Poznejši razvoj dogodkov
Septembra 2006 je londonski dražitelj Bonhams objavil, da bo zaklad razstavil zasebno, ta poteza je bila predstavljena kot uvod v prodajo po zasebni pogodbi ali na dražbi v prihodnosti. Tiskovni predstavnik madžarskega ministrstva za izobraževanje in kulturo, ki je še zahtevalo, je sporočilo britanskim oblastem, da ga ne smejo prodati. 12. oktobra 2006 so v Parlamentu poslali dodatne pisne odgovore na vprašanja Colina Renfrewa, barona Renfrewa iz Kaimsthorna, zlasti v zvezi z morebitnim revidiranim zahtevkom Madžarske do zaklada po njenem sprejemu v Evropsko unijo leta 2004. Bonhams je nadaljeval svojo zasebno razstavo 17. oktobra 2006. 
Marca 2007 je časopis The Art News poročal, da je bilo znano, da obstajajo še »187 srebrnih žlic, 37 skodelic za pitje in 5 srebrnih skodelic«, ki so bili prej neznani, vendar del originalnega zaklada. Raziskave, ki jih je februarja 2008 predstavil madžarski arheolog Zsolt Visy, so okrepile stališče, da je izvor zaklada na Madžarskem lahko jezero Balaton.
Decembra 2008 je Channel 4 predvajal oddajo Time Team posvečeno zakladu. Program je predstavil Madžarske dokaze o verjetnem izvoru v bližini mesta Polgárdija. Markiz Northamptonski se je umaknila od načrtovane udeležbe v programu Channel 4 in ni dal dovoljenja za snemanje zaklada, ki je bil shranjen pri Bonhamsu v Londonu. 

## Vrnitev na Madžarsko
Madžarski premier Viktor Orbán je 26. marca 2014 sporočil, da je bila na Madžarsko vrnjena polovica Seusovega zaklada (sedem predmetov) v znesku 15 milijonov EUR. Sedem predmetov je bilo začasno razstavljeno v stavbi madžarskega parlamenta 29. marca 2014. Madžarski premier je 12. julija 2017 sporočil, da so na Madžarsko vrnili še sedem kosov. Predmeti so bili do leta 2018 prestavljeni v muzej likovnih umetnosti v Budimpešti, kjer naj bi bili središče nove muzejske četrti.

## Galerija
- Geometrična plošča
- Lovska plošča
- Detajl lovske plošče
- Dioniz
- Dioniz
- Pivska posoda z živalmi
- Posoda za parfum
- Ahilova plošča
- Meleagrrova plošča
- Detajl Meleagrove plošče